# Schieß-Europameisterschaften 2019
Die Schieß-Europameisterschaften 2019 fanden vom 12. bis 27. September 2019 in Bologna und Tolmezzo, Italien für die Disziplinen Gewehr und Pistole auf die 25-, 50,- und 300-Meter-Distanz statt.

## Ergebnisse

### Männer

#### Gewehr
| Wettbewerb                                            | Gold                                                     | Gold | Silber                                                      | Silber | Bronze                                                     | Bronze |
| ----------------------------------------------------- | -------------------------------------------------------- | ---- | ----------------------------------------------------------- | ------ | ---------------------------------------------------------- | ------ |
| 50 m Kleinkalibergewehr liegend                       | Marcin Majka                                             |      | Maximilian Dallinger                                        |        | Tomasz Bartnik                                             |        |
| 50 m Kleinkalibergewehr liegend Mannschaft            | PolenMarcin Majka Tomasz Bartnik Daniel Romańczyk        |      | ItalienMarco De Nicolo Lorenzo Bacci Marco Suppini          |        | SchweizJan Lochbihler Christoph Dürr Lars Faerber          |        |
| 50 m Kleinkalibergewehr Dreistellungskampf            | Petr Nymburský                                           |      | Filip Nepejchal                                             |        | Jon-Hermann Hegg                                           |        |
| 50 m Kleinkalibergewehr Dreistellungskampf Mannschaft | NorwegenSimon Claussen Henrik Larsen Jon-Hermann Hegg    |      | TschechienPetr Nymburský Filip Nepejchal David Hrčkulák     |        | UngarnIstván Péni Péter Sidi Zalán Pekler                  |        |
| 300 m Standardgewehr                                  | Bernhard Pickl                                           |      | Karl Olsson                                                 |        | Simon Claussen                                             |        |
| 300 m Standardgewehr Mannschaft                       | NorwegenHans Kristian Wear Kin Andre Lund Simon Claussen |      | SchweizGilles Vincent Dufaux Rafael Bereuter Jan Lochbihler |        | FrankreichMichael D’Halluin Emilien Chassat Alexis Raynaud |        |
| 300 m Freies Gewehr liegend                           | Simon Claussen                                           |      | Remi Moreno Flores                                          |        | Jan Lochbihler                                             |        |
| 300 m Freies Gewehr liegend Mannschaft                | SchwedenPer Sandberg Johan Gustafsson Karl Olsson        |      | UngarnNorbert Szabián Péter Sidi István Péni                |        | SchweizGilles Vincent Dufaux Sandro Greuter Jan Lochbihler |        |
| 300 m Freies Gewehr Dreistellungskampf                | Simon Claussen                                           |      | Bernhard Pickl                                              |        | Péter Sidi                                                 |        |
| 300 m Freies Gewehr Dreistellungskampf Mannschaft     | NorwegenSimon Claussen Hans Kristian Wear Kim Andre Lund |      | FrankreichMichael D’Halluin Alexis Raynaud Emilien Chassat  |        | SchweizGilles Vincent Dufaux Sandro Greuter Jan Lochbihler |        |

#### Pistole
| Wettbewerb                          | Gold                                                          | Gold | Silber                                                        | Silber | Bronze                                                        | Bronze |
| ----------------------------------- | ------------------------------------------------------------- | ---- | ------------------------------------------------------------- | ------ | ------------------------------------------------------------- | ------ |
| 25 m Standardpistole                | Pawlo Korostyljow                                             |      | Yusuf Dikeç                                                   |        | Christian Reitz                                               |        |
| 25 m Standardpistole Mannschaft     | TürkeiYusuf Dikeç Murat Kilic Yavuz Keskin                    |      | UkrainePawlo Korostyljow Wolodymyr Pasternak Maksym Horodynez |        | DeutschlandChristian Reitz Mathias Putzmann Oliver Geis       |        |
| 25 m Zentralfeuerpistole            | Ruslan Lunev                                                  |      | Pawlo Korostyljow                                             |        | Christian Reitz                                               |        |
| 25 m Zentralfeuerpistole Mannschaft | UkrainePawlo Korostyljow Oleksandr Petriv Wolodymyr Pasternak |      | DeutschlandChristian Reitz Mathias Putzmann Oliver Geis       |        | FrankreichBoris Artaud Clement Bessaguet Alban Lucien Pierson |        |
| 25 m Schnellfeuerpistole            | Riccardo Mazzetti                                             |      | Christian Reitz                                               |        | Nikita Sukhanov                                               |        |
| 25 m Schnellfeuerpistole Mannschaft | FrankreichClement Bessaguet Jean Quiquampoix Boris Artaud     |      | DeutschlandChristian Reitz Oliver Geis Mathias Putzmann       |        | UkrainePawlo Korostyljow Oleksandr Petriv Wolodymyr Pasternak |        |
| 50 m Freie Pistole                  | Samuil Donkow                                                 |      | Mikhail Isakov                                                |        | Viktor Bankin                                                 |        |
| 50 m Freie Pistole Mannschaft       | UkrainePawlo Korostyljow Oleh Omelchuk Viktor Bankin          |      | ItalienGiuseppe Giordano Alessio Torracchi Dario Di Martino   |        | UkraineMikhail Isakov Nikolai Kilin Anton Aristarchow         |        |

### Frauen

#### Gewehr
| Wettbewerb                                            | Gold                                                    | Gold | Silber                                                  | Silber | Bronze                                          | Bronze |
| ----------------------------------------------------- | ------------------------------------------------------- | ---- | ------------------------------------------------------- | ------ | ----------------------------------------------- | ------ |
| 50 m Kleinkalibergewehr liegend                       | Yulia Zykova                                            |      | Eva Rösken                                              |        | Gitta Bajos                                     |        |
| 50 m Kleinkalibergewehr liegend Mannschaft            | RusslandYulia Zykova Maria Ivanova Polina Choroschewa   |      | NorwegenKatrine Lund Jenny Stene Jeanette Hegg Duestad  |        | DeutschlandEva Rösken Jolyn Beer Denise Palberg |        |
| 50 m Kleinkalibergewehr Dreistellungskampf            | Nina Christen                                           |      | Maryja Martynawa                                        |        | Jenny Stene                                     |        |
| 50 m Kleinkalibergewehr Dreistellungskampf Mannschaft | NorwegenJenny Stene Jeanette Hegg Duestad Katrine Lund  |      | RusslandPolina Choroschewa Maria Ivanova Yulia Zykova   |        | ChinaJolyn Beer Eva Rösken Denise Palberg       |        |
| 300 m Freies Gewehr liegend                           | Seonaid McIntosh                                        |      | Eva Rösken                                              |        | Linda Olofsson                                  |        |
| 300 m Freies Gewehr liegend Mannschaft                | SchweizSilvia Guignard Andrea Brühlmann Marina Schnider |      | DeutschlandJolyn Beer Eva Rösken Lisa Müller            |        | SchwedenAnna Normann Elin Ahlin Linda Olofsson  |        |
| 300 m Freies Gewehr Dreistellungskampf                | Jolyn Beer                                              |      | Andrea Brühlmann                                        |        | Silvia Guignard                                 |        |
| 300 m Freies Gewehr Dreistellungskampf Mannschaft     | DeutschlandJolyn Beer Lisa Müller Eva Rösken            |      | SchweizAndrea Brühlmann Silvia Guignard Marina Schnider |        | SchwedenElin Ahlin Anna Normann Linda Olofsson  |        |

#### Pistole
| Wettbewerb                   | Gold                                                       | Gold | Silber                                                           | Silber | Bronze                                           | Bronze |
| ---------------------------- | ---------------------------------------------------------- | ---- | ---------------------------------------------------------------- | ------ | ------------------------------------------------ | ------ |
| 25 m Sportpistole            | Monika Karsch                                              |      | Veronika Major                                                   |        | Mathilde Lamolle                                 |        |
| 25 m Sportpistole Mannschaft | DeutschlandDoreen Vennekamp Monika Karsch Michelle Skeries |      | FrankreichCéline Goberville Mathilde Lamolle Sandrine Goberville |        | UngarnVeronika Major Zsófia Csonka Viktória Egri |        |

### Mixed

#### Gewehr
| Wettbewerb                      | Gold                                 | Gold | Silber                              | Silber | Bronze                        | Bronze |
| ------------------------------- | ------------------------------------ | ---- | ----------------------------------- | ------ | ----------------------------- | ------ |
| 50 m Kleinkalibergewehr liegend | Jeanette Hegg Duestad Simon Claussen |      | Polina Choroschewa Kirill Grigoryan |        | Seonaid McIntosh Kenneth Parr |        |
| 300 m Freies Gewehr stehend     | Jan Lochbihler Silvia Guignard       |      | Elin Ahlin Karl Olsson              |        | Simon Claussen Jenny Vatne    |        |

#### Pistole
| Wettbewerb           | Gold                            | Gold | Silber                             | Silber | Bronze                                | Bronze |
| -------------------- | ------------------------------- | ---- | ---------------------------------- | ------ | ------------------------------------- | ------ |
| 25 m Standardpistole | Monika Karsch Christian Reitz   |      | Olena Kostevych Pawlo Korostyljow  |        | Josefine Thörnqvist Per-Anders Lander |        |
| 50 m Pistole         | Margarita Lomova Mikhail Isakov |      | Oksana Kovalchuk Pawlo Korostyljow |        | Olena Kostevych Oleh Omelchuk         |        |

### Junioren

#### Gewehr
| Wettbewerb                                            | Gold                                                            | Gold | Silber                                                               | Silber | Bronze                                                                     | Bronze |
| ----------------------------------------------------- | --------------------------------------------------------------- | ---- | -------------------------------------------------------------------- | ------ | -------------------------------------------------------------------------- | ------ |
| 50 m Kleinkalibergewehr liegend                       | Grigorii Shamakov                                               |      | Lucas Bernard Denis Kryzs                                            |        | Soma Richard Hammerl                                                       |        |
| 50 m Kleinkalibergewehr liegend Mannschaft            | RusslandGrigorii Shamakov Alexander Vasilyev Savelii Triapitsyn |      | FrankreichLucas Bernard Denis Kryzs Nicolas Mompach Dimitri Dutendas |        | ÖsterreichStefan Wadlegger Andreas Thum Tobias Mair                        |        |
| 50 m Kleinkalibergewehr Dreistellungskampf            | Max Braun                                                       |      | Grigorii Shamakov                                                    |        | Maciej Kowalewicz                                                          |        |
| 50 m Kleinkalibergewehr Dreistellungskampf Mannschaft | RusslandGrigorii Shamakov Savelii Triapitsyn Alexander Vasilyev |      | UngarnSoma Richard Hammerl Márton István Klenczner Viktor Kiss       |        | NorwegenVegard Nordhagen Aleksander Teisrud Lars Tobias Ulnes Bernhoft-Osa |        |

#### Pistole
| Wettbewerb                          | Gold                                                          | Gold | Silber                                                        | Silber | Bronze                                                  | Bronze |
| ----------------------------------- | ------------------------------------------------------------- | ---- | ------------------------------------------------------------- | ------ | ------------------------------------------------------- | ------ |
| 25 m Schnellfeuerpistole            | Egor Ismakov                                                  |      | Antonin Tupý                                                  |        | Dmitrii Maliukov                                        |        |
| 25 m Schnellfeuerpistole Mannschaft | DeutschlandFlorian Peter Stefan Max Holl Christoph Lutz       |      | RusslandEgor Ismakov Dmitrii Maliukov Daniil Shikhov          |        | UkraineYuriy Kolesnyk Roman Pleskun Nazarii-Orest Kozii |        |
| 25 m Sportpistole                   | Ernests Erbs                                                  |      | Florian Peter                                                 |        | Yuriy Kolesnyk                                          |        |
| 25 m Sportpistole Mannschaft        | ItalienMassimo Spinella Andrea Morassut Federico Nilo Maldini |      | DeutschlandFlorian Peter Stefan Max Holl Christoph Lutz       |        | LettlandErnests Erbs Rihards Zorge Daniels Vilciņš      |        |
| 25 m Standardpistole                | Laurent Pierre Andre Cussigh                                  |      | Matěj Rampula                                                 |        | Florian Peter                                           |        |
| 25 m Standardpistole Mannschaft     | TschechienMatěj Rampula Antonin Tupý Jan Vildomec             |      | ItalienMassimo Spinella Federico Nilo Maldini Andrea Morassut |        | RusslandEgor Ismakov Daniil Shikhov Dmitrii Maliukov    |        |
| 50 m Freie Pistole                  | Andrei Chilikov                                               |      | Massimo Spinella                                              |        | Kiril Kirow                                             |        |

### Juniorinnen

#### Gewehr
| Wettbewerb                                            | Gold                                                         | Gold | Silber                                                        | Silber | Bronze                                                | Bronze |
| ----------------------------------------------------- | ------------------------------------------------------------ | ---- | ------------------------------------------------------------- | ------ | ----------------------------------------------------- | ------ |
| 50 m Kleinkalibergewehr liegend                       | Valentina Caluori                                            |      | Sofia Ceccarello                                              |        | Melissa Ruschel                                       |        |
| 50 m Kleinkalibergewehr liegend Mannschaft            | SchweizValentina Caluori Sarina Hitz Franziska Stark         |      | ItalienSofia Ceccarello Nicole Gabrielli Sofia Benetti        |        | ÖsterreichRebecca Köck Sheileen Waibel Lisa Hafner    |        |
| 50 m Kleinkalibergewehr Dreistellungskampf            | Anna Janßen                                                  |      | Sofia Ceccarello                                              |        | Melissa Ruschel                                       |        |
| 50 m Kleinkalibergewehr Dreistellungskampf Mannschaft | DeutschlandJohanna Theresa Tripp Anna Janßen Melissa Ruschel |      | TschechienSara Karasová Katerina Štefanková Karolína Brabcová |        | UngarnEszter Dénes Lalita Gaspar Dorina Eszter Lovász |        |

#### Pistole
| Wettbewerb                   | Gold                                                                       | Gold | Silber                                                             | Silber | Bronze                                                 | Bronze |
| ---------------------------- | -------------------------------------------------------------------------- | ---- | ------------------------------------------------------------------ | ------ | ------------------------------------------------------ | ------ |
| 25 m Sportpistole            | Camille Jedrzejewski                                                       |      | Annabelle Christiane Pioch                                         |        | Margherita Brigida Veccaro                             |        |
| 25 m Sportpistole Mannschaft | FrankreichCamille Jedrzejewski Annabelle Christiane Pioch Kateline Nicolas |      | ItalienMargherita Brigida Veccaro Brunella Aria Chiara Giancamilli |        | RusslandNadezhda Koloda Olga Shchemelinina Albina Bevz |        |

### Junioren Mixed

#### Gewehr
| Wettbewerb                      | Gold                              | Gold | Silber                        | Silber | Bronze                              | Bronze |
| ------------------------------- | --------------------------------- | ---- | ----------------------------- | ------ | ----------------------------------- | ------ |
| 50 m Kleinkalibergewehr liegend | Eszter Dénes Soma Richard Hammerl |      | Sara Karasová Jiří Přívratský |        | Valentina Caluori Lukas Oliver Roth |        |

#### Pistole
| Wettbewerb           | Gold                            | Gold | Silber                                           | Silber | Bronze                                 | Bronze |
| -------------------- | ------------------------------- | ---- | ------------------------------------------------ | ------ | -------------------------------------- | ------ |
| 25 m Standardpistole | Vanessa Seeger Florian Peter    |      | Margherita Brigida Veccaro Federico Nilo Maldini |        | Mariia-Solomiia Vozniak Yuriy Kolesnyk |        |
| 50 m Freie Pistole   | Nadezhda Koloda Andrei Chilikov |      | Albina Bevz Egor Vyskrebtsev                     |        | Nadiia Shmanova Ihor Solovei           |        |

## Medaillenspiegel
| Platz  | Land                   | Gold | Silber | Bronze | Gesamt |
| ------ | ---------------------- | ---- | ------ | ------ | ------ |
| 01     | Deutschland            | 10   | 9      | 8      | 27     |
| 02     | Russland               | 9    | 6      | 5      | 20     |
| 03     | Norwegen               | 7    | 1      | 5      | 13     |
| 04     | Schweiz                | 5    | 3      | 6      | 14     |
| 05     | Frankreich             | 4    | 6      | 3      | 13     |
| 06     | Ukraine                | 3    | 4      | 7      | 14     |
| 07     | Italien                | 2    | 9      | 1      | 12     |
| 08     | Tschechien             | 2    | 6      | —      | 8      |
| 09     | Polen                  | 2    | —      | 2      | 4      |
| 10     | Ungarn                 | 1    | 3      | 6      | 10     |
| 11     | Schweden               | 1    | 2      | 4      | 7      |
| 12     | Österreich             | 1    | 1      | 2      | 4      |
| 13     | Türkei                 | 1    | 1      | 6      | 8      |
| 14     | Bulgarien              | 1    | —      | 1      | 2      |
| 14     | Vereinigtes Königreich | 1    | —      | 1      | 2      |
| 14     | Lettland               | 1    | —      | 1      | 2      |
| 14     | Aserbaidschan          | 1    | —      | —      | 1      |
| 18     | Belgien                | —    | 1      | —      | 1      |
| Gesamt | Gesamt                 | 52   | 52     | 52     | 156    |